# Охридски апостол
Охридски апостол је средњовековни богослужбени ћирилични рукопис, са краја 12. века, са фрагментима Дела апостолских , намењеним богослужбеном читању недељама и празницима.
Рукопис се састоји од 112 пергамента. Написана је на основу оригиналног глагољског текста, на шта указује то да су на многим местима речи написане глагољицом. Две рукописна листа су такође записани глагољицом..
Рукопис је највероватније писан у северозападној Македонији, вероватно близу Охрида, и садржи речи карактеристичне за локални дијалект, укључујући вокализацију тврдих гласова у јакој позицији у о.

Рукопис је откривен 1845. године у Охриду, од стране руског истраживача Виктора Григоровича, а пронађен је међу списима који су раније припадали древној охридској цркви светог Панталејмона. Опсежне фрагменте апостола објавио је 1868. године, Исмаил Сриезниевски у делу Дорје Славианскаиа Патиатники Света Писки (Ст. Петерсбург 1868, стр. 75-100, 269-300). Комплетан текст рукописа са детаљним описом језика објавио је Стјепан М. Кулбакин 1907. године. (Охридска рукописка Апостола конца XII века, Софија 1907). Рукопис се налази у збирци Руске државне библиотеке у Москви.